# Zeuzerinae
A Zeuzerinae a valódi lepkék alrendjébe és a farontó lepkefélék (Cossidae) családjába tartozó alcsalád.

## Rendszerezés
Az alcsaládba az alábbi nemek tartoznak:
- Aethalopteryx
- Allocryptobia
- Alophonotus
- Aramos
- Azygophleps
- Bergaris
- Brephomorpha
- Brevicyttara
- Brypoctia
- Butaya
- Carohamilia
- Catoxophylla
- Cecryphalus
- Chalcidica
- Duomitus
- Eburgemellus
- Endoxyla
- Eulophonotus
- Hamilcara
- Hermophyllon
- Lakshmia
- Luzoniella
- Morpheis
- Oreocossus
- Panau
- Paralophonotus
- Phragmacossia
- Phragmataecia
- Pseudozeuzera
- Psychonoctua
- Rapdalus
- Relluna
- Roerichiora
- Rugigegat
- Sansara
- Sinjaeviella
- Skeletophyllon
- Strigocossus
- Sympycnodes
- Tarsozeuzera
- Trismelasmos
- Voousia
- Xyleutes
- Yakovlevina
- Zeuzera
- Zeuzeropecten